# Marchéville
Marchéville ist eine französische Gemeinde mit 506 Einwohnern (Stand: 1. Januar 2022) im Département Eure-et-Loir in der Region Centre-Val de Loire. Die Gemeinde gehört zum Arrondissement Chartres und zum Kanton Illiers-Combray. Die Einwohner werden Marchévillois genannt.

## Geographie
Marchéville liegt etwa 20 Kilometer westsüdwestlich von Chartres am Loir. Umgeben wird Marchéville von den Nachbargemeinden Cernay im Norden, Ollé im Nordosten, Magny im Süden und Osten, Les Châtelliers-Notre-Dame im Westen und Südwesten, Les Corvées-les-Yys im Westen sowie Saint-Denis-des-Puits im Nordwesten.

## Bevölkerungsentwicklung
| Jahr                       | 1962 | 1968 | 1975 | 1982 | 1990 | 1999 | 2006 | 2018 |
| Einwohner                  | 358  | 324  | 310  | 303  | 379  | 426  | 443  | 473  |
| Quellen: Cassini und INSEE |      |      |      |      |      |      |      |      |

## Sehenswürdigkeiten
- Kirche Saint-Cheron